# USS Decatur (DD-341)
De USS Decatur (designatie: DD-341) was een Amerikaanse torpedobootjager uit de Clemsonklasse die op 29 oktober 1921 te water werd gelaten. Het schip was het derde marineschip dat vernoemd werd naar commandeur Stephen Decatur.
De Decatur werd gebouwd op de Mare Island Naval Shipyard in Vallejo en opgeleverd op 15 september 1920. Het schip werd de eerste keer in dienst gesteld op 9 augustus 1922, maar na haar proefvaarten uit dienst genomen op 17 januari 1923. Op 26 september 1923 werd de Decatur opnieuw in dienst gesteld.
Op het einde van de Tweede Wereldoorlog werd de Decatur uit dienst genomen. Op 30 november 1945 werd het schip voor schroot verkocht aan het bedrijf Boston Metals uit Baltimore voor $8,777. Het werd vervolgens doorverkocht aan Northern Metals uit Philadelphia.